# Clubiona violaceovittata
Clubiona violaceovittata är en spindelart som beskrevs av Schenkel 1936. Clubiona violaceovittata ingår i släktet Clubiona och familjen säckspindlar. Inga underarter finns listade i Catalogue of Life.